# (13240) Thouvay
(13240) Thouvay est un astéroïde de la ceinture principale.

## Description
(13240) Thouvay est un astéroïde de la ceinture principale. Il fut découvert le 18 mai 1998 à la station Anderson Mesa par le programme LONEOS. Il présente une orbite caractérisée par un demi-grand axe de 2,61 UA, une excentricité de 0,15 et une inclinaison de 1,1° par rapport à l'écliptique.

## Compléments